# 首都航空
首都航空（英語：Capital Airlines）是海航集团与北京首旅集团共同组建的一家公共航空运输企业，专业从事国际和国内民航客货运输、商务旅游包机、公务机运营及托管等业务，前身为1998年成立的金鹿航空。

## 沿革

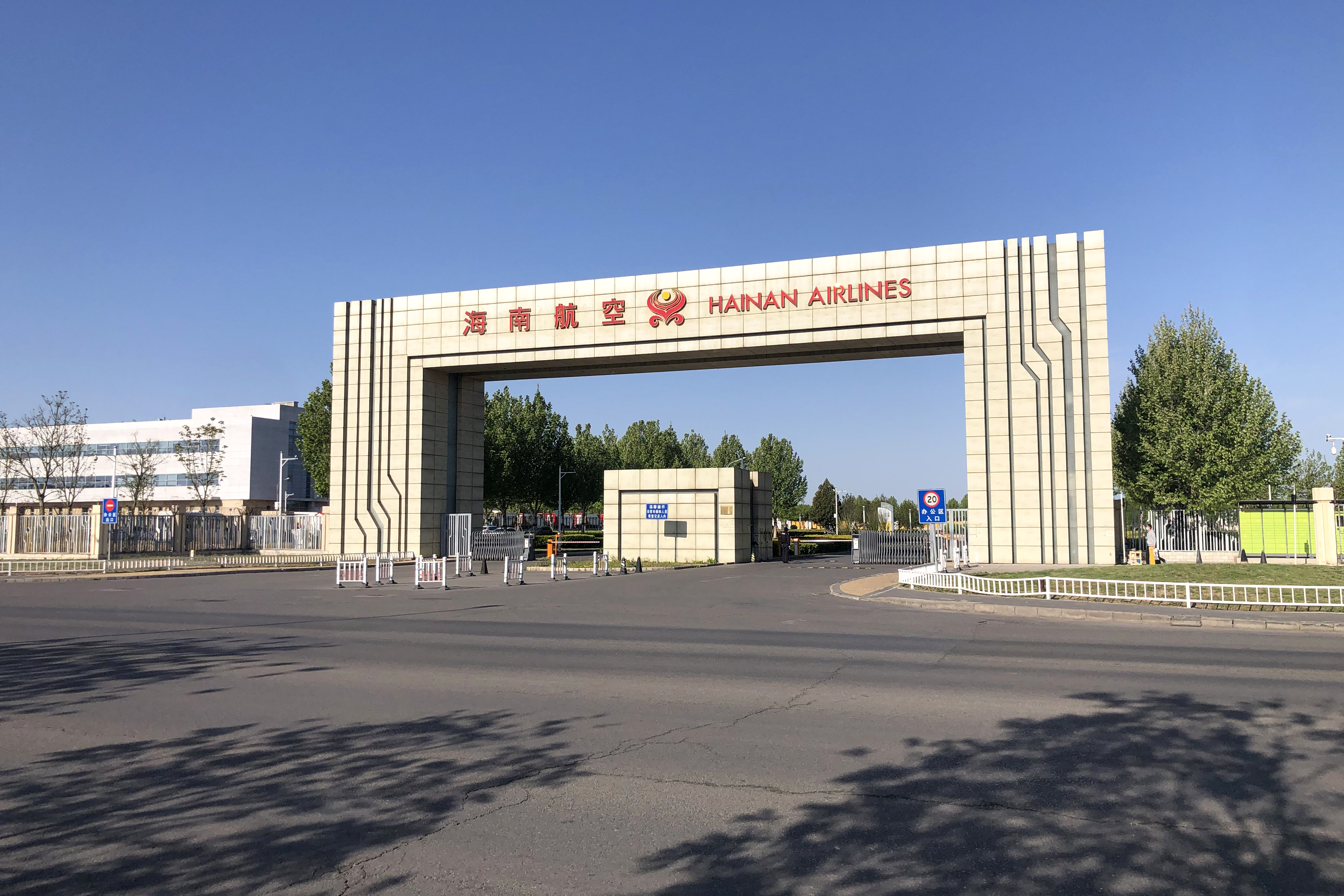
首都航空总部位于海航北京运营基地院内

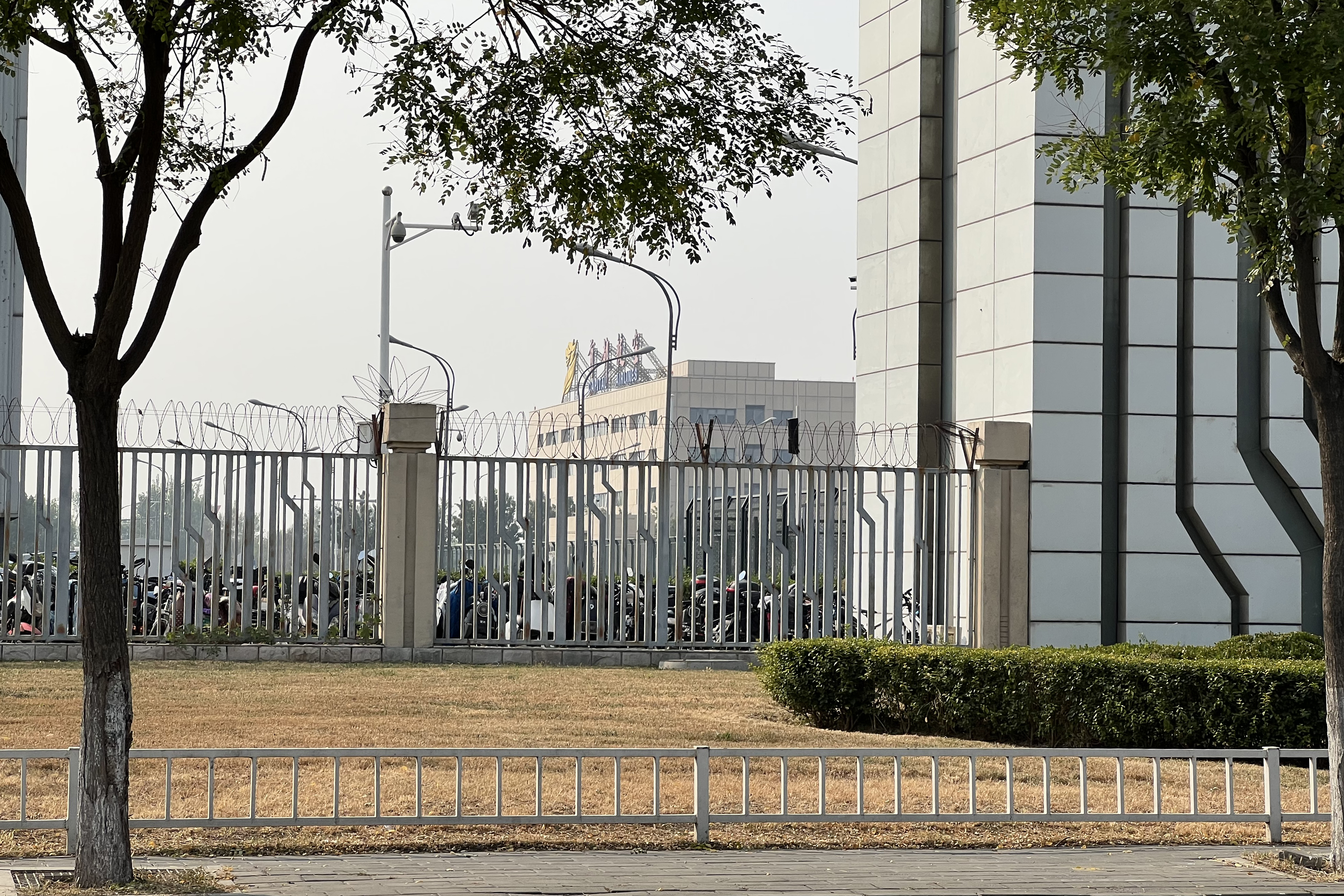
首都航空办公楼

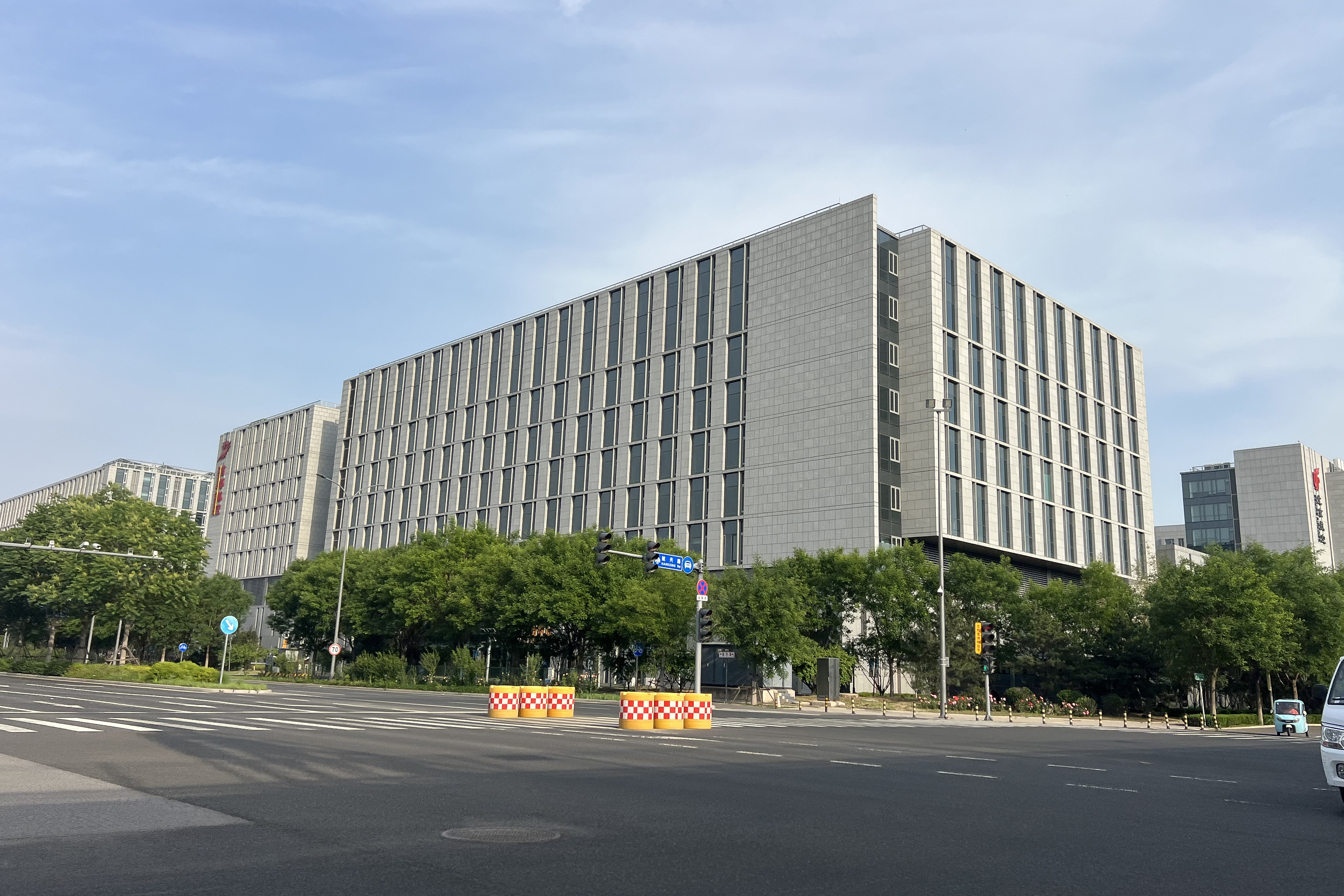
首都航空大兴基地

2004年7月，金鹿公务机开始试点经营商务和旅游包机业务。2006年8月，金鹿公务机取得公共航空运输企业经营许可证，正式加入“国际包机人协会”。2006年10月，金鹿公务机通过CCAR121及135部的运营合格审定。2006年11月16日，金鹿公务机正式更名为“金鹿航空公司”。2010年2月7日，海航集团与北京市政府签署战略合作协议，海航集团將与首旅集团一同对海航旗下的金鹿航空进行注资，并将更名为“首都航空公司”。2010年5月2日，首都航空公司正式挂牌成立。

## 机队

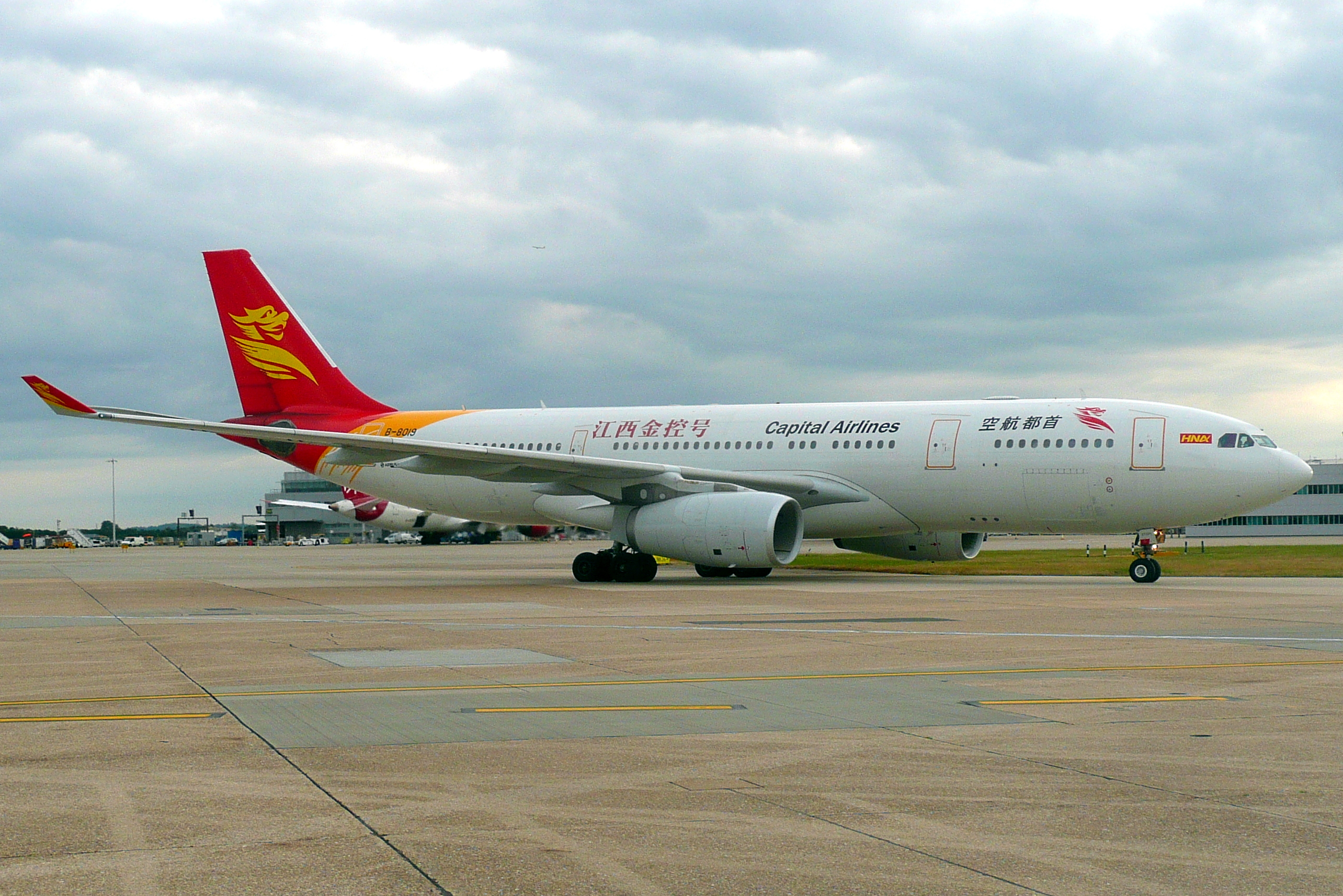
首都航空的空中客车A330在伦敦希斯罗国际机场

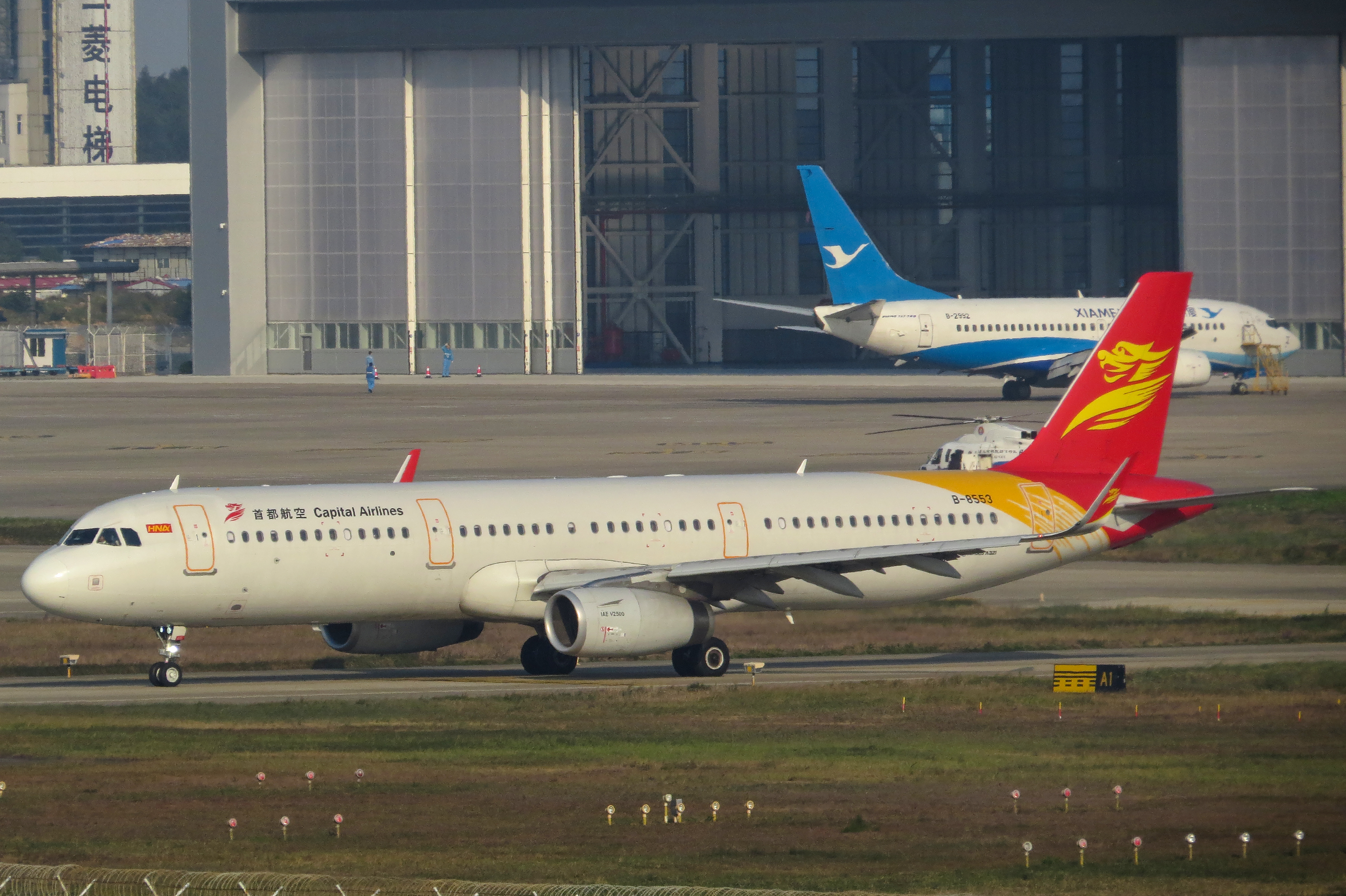
首都航空的空中客车A321在福州长乐国际机场（2017年）

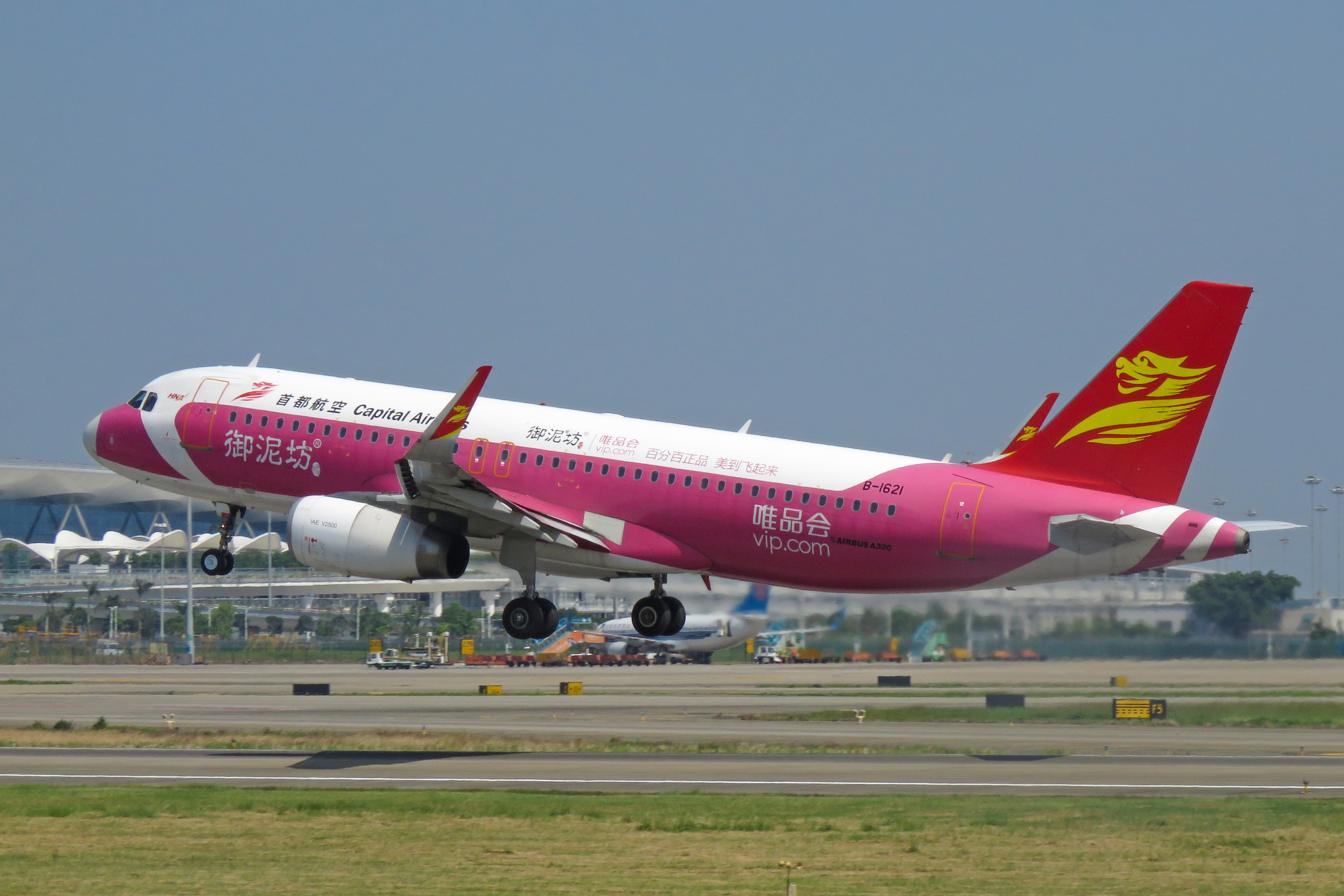
首都航空的空中客车A320在广州白云国际機場

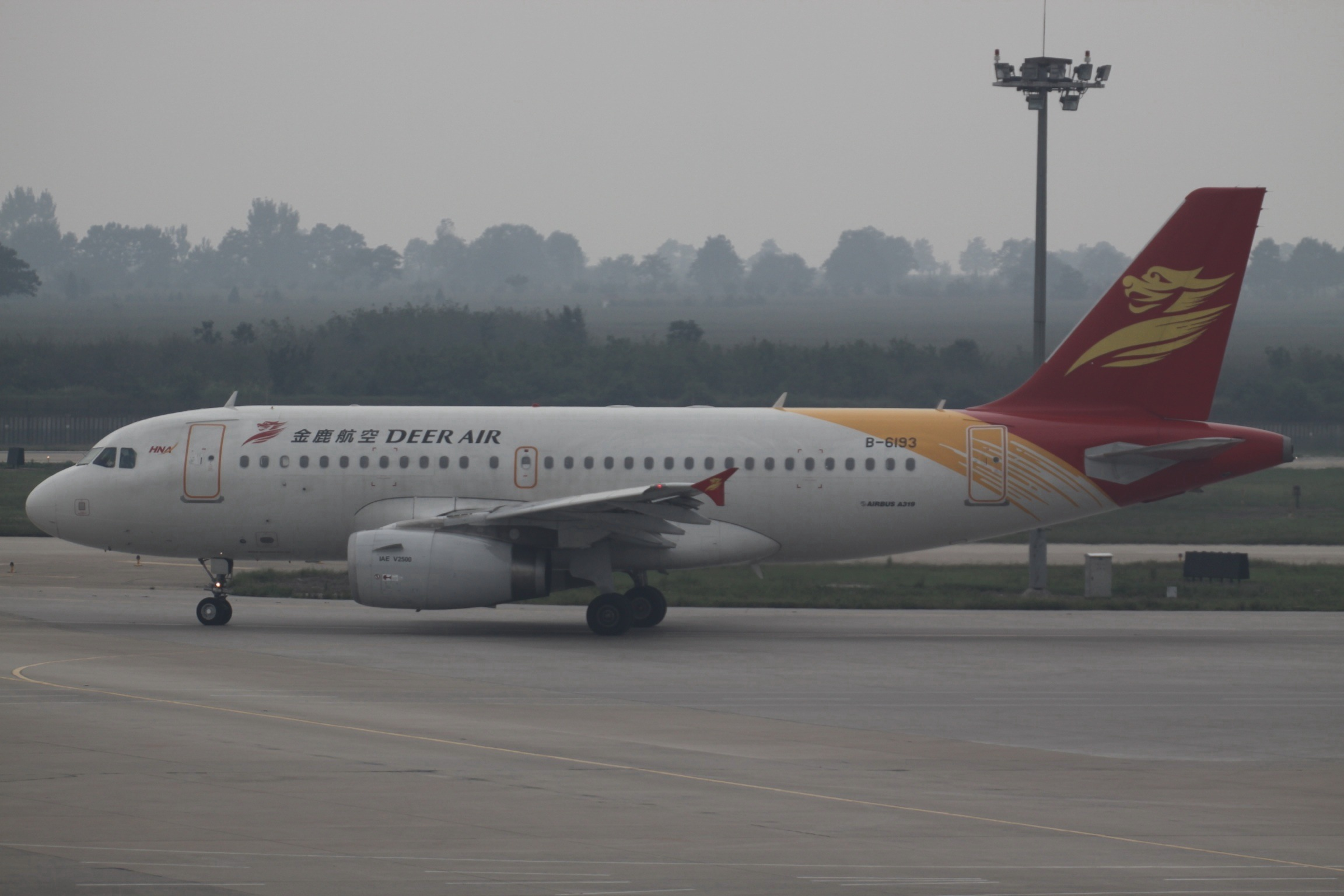
前金鹿航空的空中客车A319

截止2020年2月，首都航空平均機齡為6.4年，目前擁有以下飛機：

## 評價

### Skytrax評估
| 年度 | 獎項                     | 排名   |
| ---- | ------------------------ | ------ |
| 2024 | 三星級航空公司           | 不適用 |
| 2024 | 中國地區最佳航空公司員工 | 第8名  |
| 2024 | 全球最佳休閒航空公司     | 第10名 |
| 2024 | 中國地區最佳休閒航空公司 | 第1名  |

## 事故
2018年5月29日，首都航空一架由杭州飞往芽庄的421号班机，在起飞不久后便返航。后经查实，此次班机返航原因系一般性机械故障。
2018年8月26日，一架由昆明飞往杭州的首都航空5158号班机出現機械故障，導致高空失壓，班機緊急下降高度後安全返航。
2018年8月28日上午，一架注册号为B-6952的空中巴士A320执行由北京飞往澳门的首都航空5759号班机，该班机在澳門國際機場降落时疑似遭遇风切变，落地时飞机出现弹跳着陆，导致前起落架受损，机组立即复飞，最后备降深圳宝安国际机场。
2018年9月5日，首都航空一架注册号为B-6858的空中巴士A320由汉中飞往南京的5716号班机，在执行完航班任务后滑行入位过程中，飞机左侧翼尖与停放在相邻机位的东航班机风挡前侧蒙皮发生刮蹭，无人受伤。